# ダニエラ・サラヒバ
ダニエラ・サラヒバ （本名Daniella Sarahyba Fernandes
, ポルトガル語読みではダニエラ・サライーバ・フェルナンデス、1984年7月8日 - ）は、ブラジルのスーパーモデル。レバノン系ブラジル人。
母親もモデルであり、ダニエラは3歳の時母親と一緒に雑誌の表紙を飾った。12歳の時、モデルコンテストに出場したのをきっかけにモデル業を本格的に始めた。2005年から現在まで、スポーツ・イラストレイテッド誌の水着特集に登場し続けている。また、スピーゲルやベネトンの広告にも登場している。